# Desert National Wildlife Refuge
Le Desert National Wildlife Refuge est un refuge faunique protégé, administré par le US Fish and Wildlife Service, situé au nord de Las Vegas, dans le Nevada. Le Desert NWR, créé le 20 mai 1936, est le plus grand refuge faunique des 48 États contigus des États-Unis comprenant 6540 km² du désert de Mojave dans la partie sud du Nevada. Cette chaîne fait partie du plus vaste Desert National Wildlife Refuge Complex, qui comprend également le refuge de faune national d'Ash Meadows, le refuge de faune national de Moapa Valley et la réserve faunique nationale de Pahranagat.

## Description

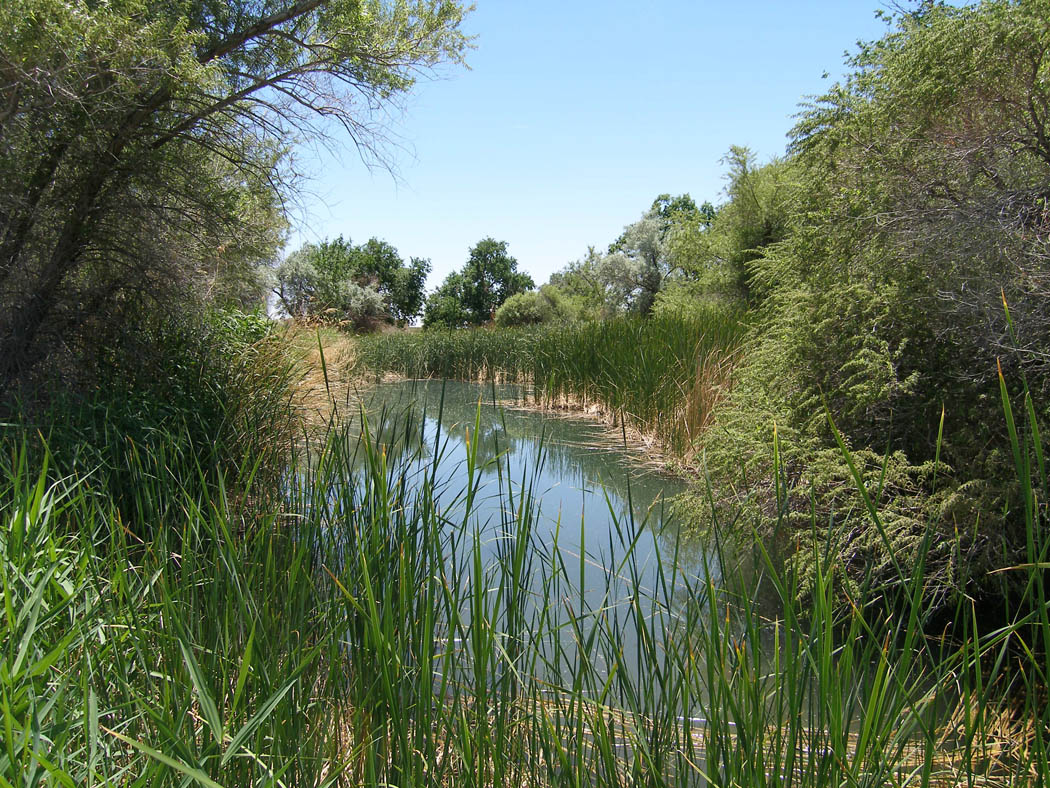
Corn Creek Springs à Desert National Wildlife Refuge

Le désert NWR contient six grandes chaînes de montagnes, dont la Sheep Range, avec des hauteurs allant jusqu'à 3 000 m et des vallées d'environ 800 m. Les précipitations annuelles varient de moins de 102 mm dans les vallées à plus de 381 mm sur les sommets des montagnes. 
Perpétuer le mouflon d'Amérique (bighorn) et son habitat est l'objectif le plus important. Le Refuge améliore activement les habitats du mouflon d'Amérique en développant de nouvelles sources d'eau et en maintenant et en améliorant celles existantes. De nombreuses autres espèces sauvages partagent l'aire de répartition avec les mouflons d'Amérique. 
Le Refuge possède également une abondance de végétaux. Les communautés végétales et la faune sauvage présentes sur la chaîne varient en fonction de l'altitude et du climat. La plupart des espèces de plantes peuvent être vues en conduisant le chemin Mormon Well (accessible depuis la station de Corn Creek Field). La communauté d'arbustes du désert, composée de buissons de créosote et de bursage blanc, prédominent dans les élévations les plus chaudes et les plus basses de la réserve. Au-dessus du fond de la vallée, le yucca et le cactus Mojave deviennent abondants. À l'extrémité supérieure du désert, entre environ 1 300 à 1 800 m, le black-brush et le Joshua tree dominent. Au-dessus de 1 800 m, des zones boisées désertiques, composées de pinyons à une feuille, de genévriers de l'Utah et de grandes armoises, commencent. Les forêts de conifères se trouvent à environ 2 100 m. De 2100 à 2 700 m, le pin ponderosa et le sapin blanc sont les arbres dominants. A près de 3 000 m où les saisons de croissance sont les plus courtes, les seuls arbres qui survivent sont des pins bristlecone. 
De nombreuses possibilités de loisirs sont disponibles : camping, randonnée et l'équitation sont toutes des activités populaires appréciées par les visiteurs. La chasse limitée au mouflon d'Amérique est autorisée. 
Bien qu'il soit le plus grand refuge national de faune dans les 48 États contigus, il y en a onze plus grands en Alaska.

## Galerie

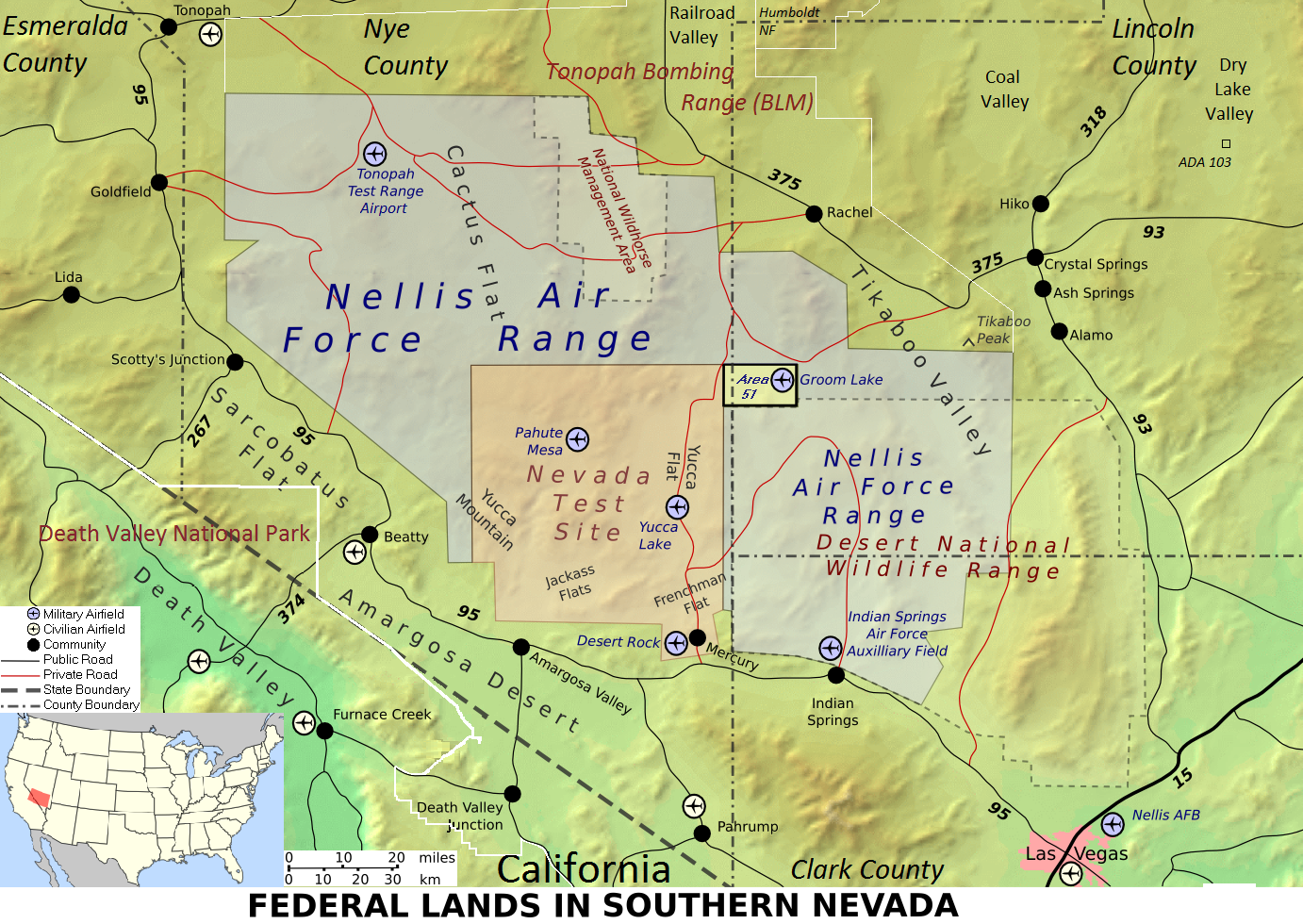
Site et propriétés fédérales alentour
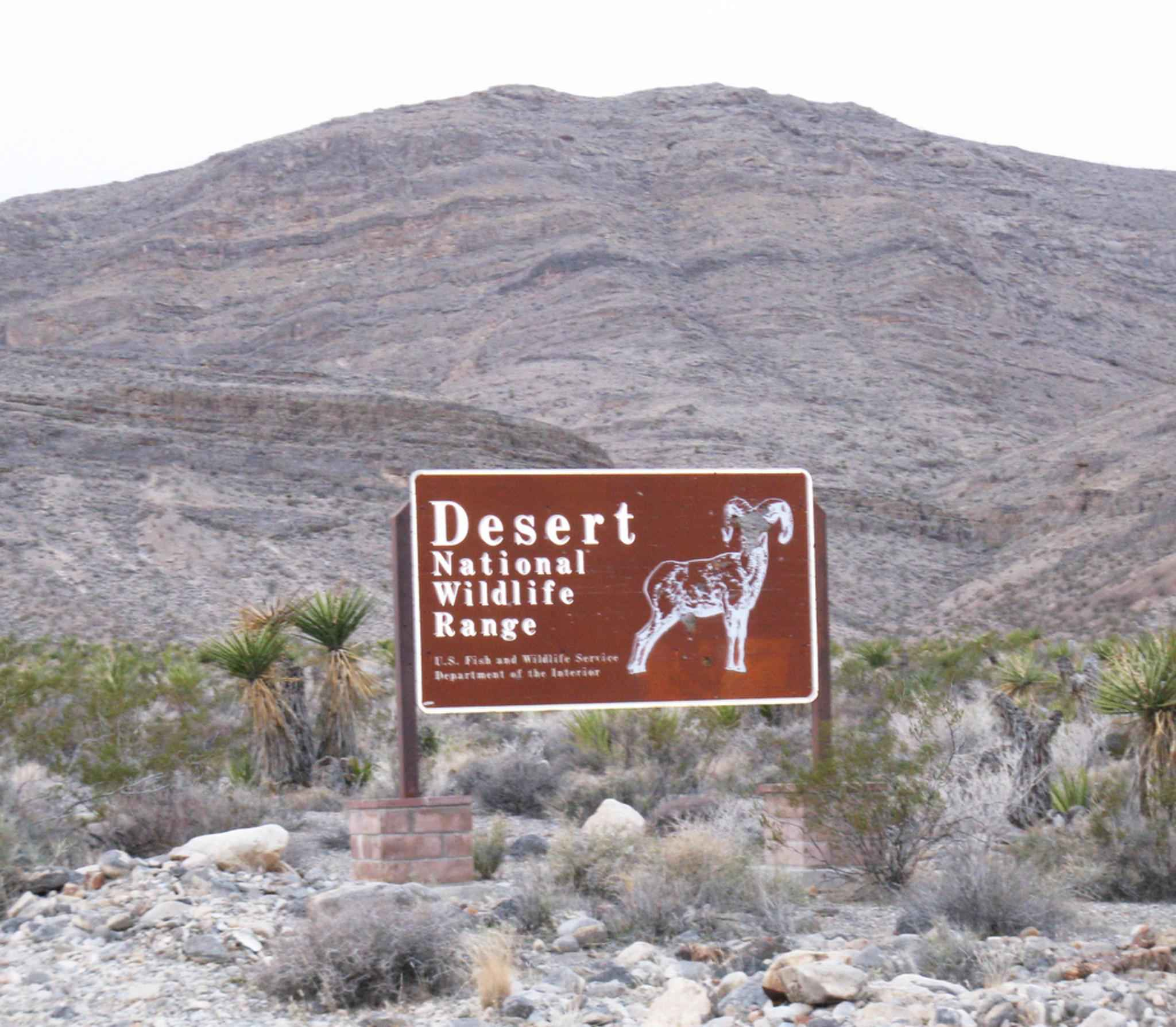
Pancarte du Refuge
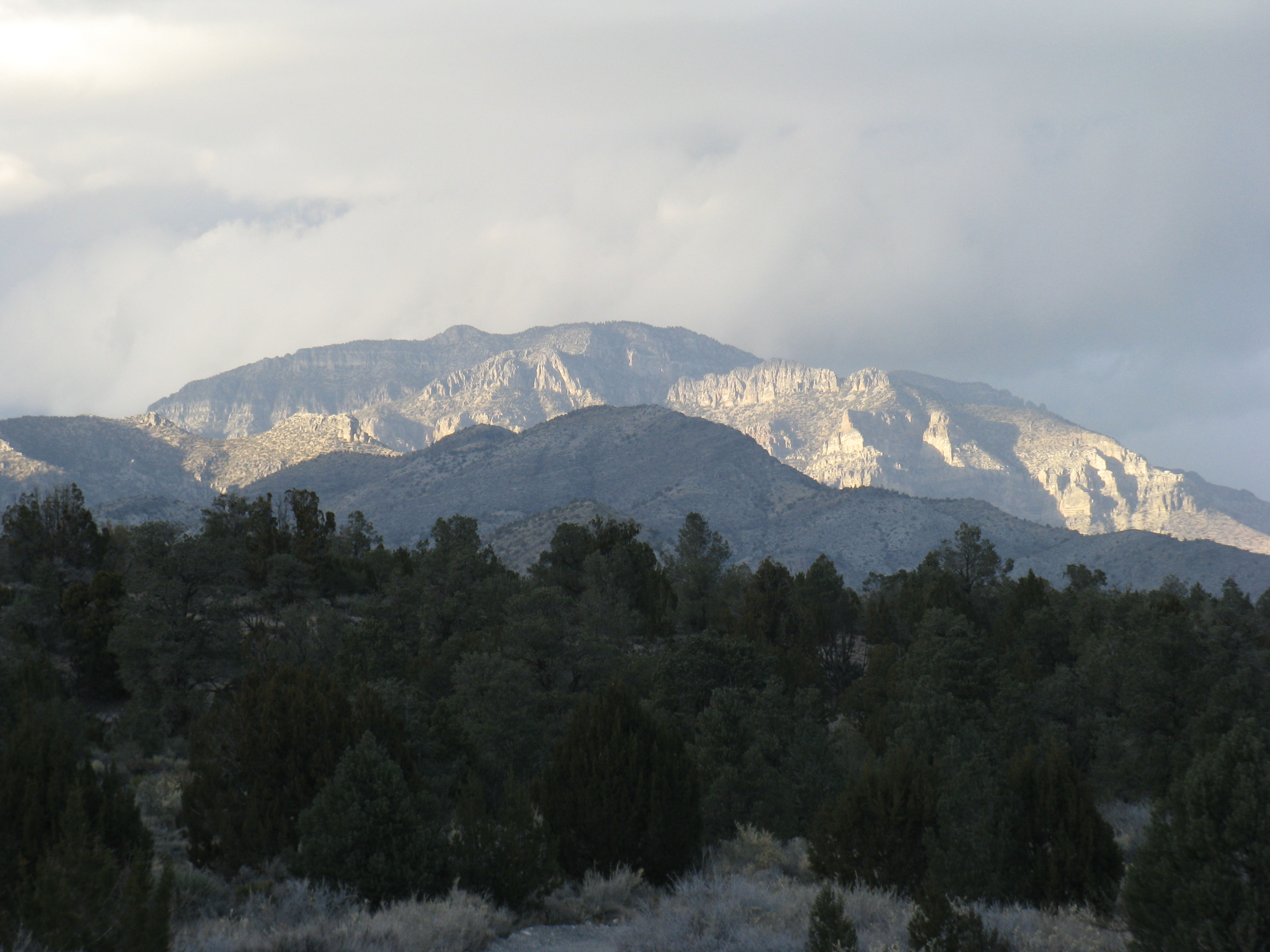
Les Sheep Mountains
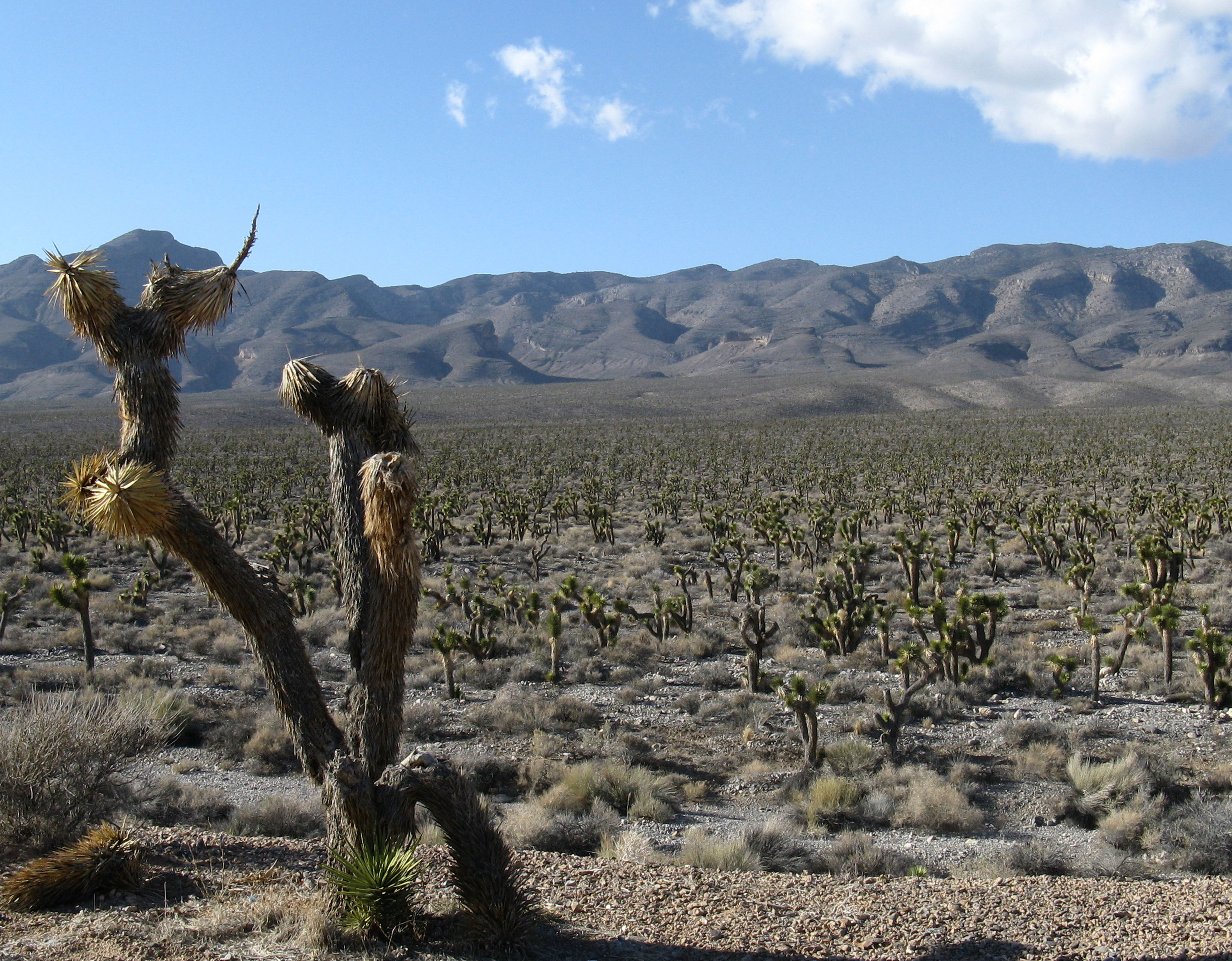
Aspect du Désert
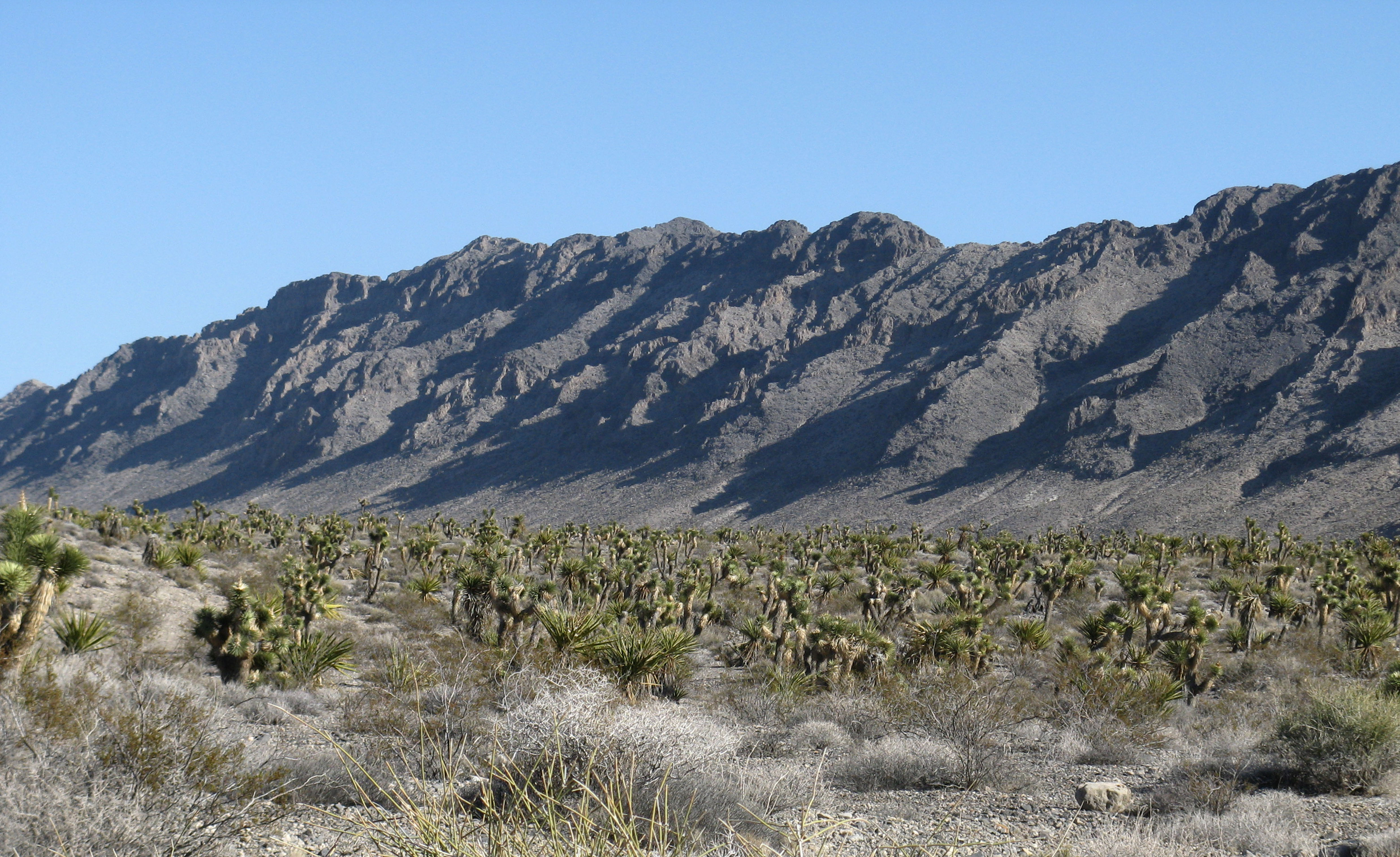
Paysage et cactus